# Castellonet de la Conquesta
Castellonet de la Conquesta è un comune spagnolo di 139 abitanti situato nella comunità autonoma Valenciana.